# Championnat de Tunisie de football 1946-1947
 (mars 2017).
Si vous disposez d'ouvrages ou d'articles de référence ou si vous connaissez des sites web de qualité traitant du thème abordé ici, merci de compléter l'article en donnant les références utiles à sa vérifiabilité et en les liant à la section « Notes et références ».
Navigation
Saison précédente Saison suivante
La saison 1946-1947 du championnat de Tunisie de football est la première édition de la première division tunisienne à poule unique qui se dispute au niveau national, le championnat d'excellence.
La décision de constituer une poule unique a été prise lors de l'assemblée générale de la Ligue de Tunisie de football en 1939. Les dix meilleurs clubs tunisiens (six du Nord et quatre du Sud) devaient y prendre part en jouant les uns contre les autres à deux reprises durant la saison, à domicile et à l'extérieur. Il s'agit de l'Espérance sportive, de l'Italia de Tunis, du Patrie Football Club bizertin, de l'Étoile sportive ouvrière de Ferryville (ESOF), de la Jeunesse de Hammam Lif (JHL) et du Club africain d'un côté, et du Club sportif gabésien, de l'Étoile sportive du Sahel, de la Patriote de Sousse et de la Jeunesse olympique sfaxienne de l'autre. Mais, en raison de la Seconde Guerre mondiale, ce projet ne voit le jour qu'en 1946. L'Italia a été dissoute, l'ESOF a intégré l'Union sportive de Ferryville et la JHL a fusionné avec la Vaillante de Hammam Lif pour devenir la Vaillante jeunesse de Hammam Lif. Neuf clubs seulement ont donc pris part à ce championnat.
Le titre est remporté par le Club africain ; il s'agit du premier titre de champion de Tunisie du club.

## Clubs participants
- Club africain
- Club sportif gabésien
- Étoile sportive du Sahel
- Espérance sportive
- Jeunesse olympique sfaxienne
- Patrie Football Club bizertin
- Patriote de Sousse
- Union sportive de Ferryville
- Vaillante jeunesse de Hammam Lif

## Compétition

### Classement
Le barème de points servant à établir le classement se décompose ainsi :
- Victoire : 3 points
- Match nul : 2 points
- Défaite : 1 point

| Rang | Équipe                           | Pts | J  | G  | N | P      | Bp | Bc | Diff |
| ---- | -------------------------------- | --- | -- | -- | - | ------ | -- | -- | ---- |
| 1    | Club africain                    | 42  | 16 | 11 | 4 | 1      | 31 | 11 | +20  |
| 2    | Espérance sportive               | 40  | 16 | 10 | 4 | 2      | 32 | 6  | +26  |
| 3    | Patrie Football Club bizertin    | 40  | 16 | 11 | 2 | 3      | 32 | 18 | +14  |
| 4    | Étoile sportive du Sahel         | 34  | 16 | 8  | 2 | 6      | 28 | 21 | +7   |
| 5    | Vaillante jeunesse de Hammam Lif | 31  | 16 | 5  | 5 | 6      | 16 | 26 | -10  |
| 6    | Union sportive de Ferryville     | 29  | 16 | 6  | 1 | 9      | 21 | 19 | +2   |
| 7    | Club sportif gabésien            | 27  | 16 | 4  | 4 | 8 (1F) | 19 | 25 | -6   |
| 8    | Patriote de Sousse               | 24  | 16 | 3  | 2 | 11     | 11 | 35 | -24  |
| 9    | Jeunesse olympique sfaxienne     | 21  | 16 | 2  | 1 | 13     | 6  | 35 | -29  |

|  | Champion de Tunisie 1946-1947 |
|  | Barragiste                    |

### Matchs
| Résultats (▼dom., ►ext.)         | CA  | CSG | EST  | ESS | JOS | PFCB | PS   | USF | VJHL |
| Club africain                    |     | 1-0 | G.P. | 2-1 | 5-0 | 2-2  | 5-0  | 2-1 | 3-1  |
| Club sportif gabésien            | 1-2 |     | 0-0  | 1-1 | 6-1 | 1-0  | 3-0  | 1-4 | 0-0  |
| Espérance sportive               | 0-0 | 2-2 |      | 2-0 | 4-0 | 2-0  | 2-0  | 3-1 | 9-0  |
| Étoile sportive du Sahel         | 0-0 | 6-0 | 0-1  |     | 3-0 | 3-2  | 3-2  | 1-0 | 2-1  |
| Jeunesse olympique sfaxienne     | 0-2 | 0-1 | 0-3  | 2-1 |     | 1-2  | 1-1  | 0-1 | 1-0  |
| Patrie Football Club bizertin    | 3-2 | 2-1 | 2-1  | 4-1 | 2-1 |      | 4-0  | 2-1 | 2-1  |
| Patriote de Sousse               | 1-3 | 2-0 | 0-1  | 0-4 | 1-0 | 1-3  |      | 0-1 | 2-2  |
| Union sportive de Ferryville     | 1-2 | 5-3 | 0-1  | 2-0 | 2-0 | 1-1  | P.P. |     | P.P. |
| Vaillante jeunesse de Hammam Lif | 0-0 | F.  | 1-1  | 3-3 | 1-0 | 0-1  | 3-1  | 3-1 |      |

Abréviations :
- F. : victoire par forfait
- G.P. : Gain par pénalité
- P.P. : perte par pénalité

### Meilleurs buteurs
- Cherif Mathlouthi (CA) : 15 buts
- Habib Mougou (ESS) : 13 buts
- Barthélémy Gallard (PFCB) : 11 buts
- Mabrouk El Meskine (EST) et Vignes[Qui ?] (PFCB) : 8 buts

### Tournois d'accession
L'Union sportive tunisienne est championne de la promotion d'honneur Nord ; il rencontre en barrage le Club tunisien qui a éliminé le champion de la promotion d'honneur Centre, El Makarem de Mahdia, puis le champion de la promotion d'honneur Sud-Ouest, le Sporting Club de Gafsa. L'Union sportive tunisienne l'emporte et accède en division d'excellence. Le Club tunisien joue contre le barragiste, la Jeunesse olympique sfaxienne, qu'il bat 4-1 (deux buts de Béchir Rekik et un de Habib Taktak et Vincent Compagno) puis 2-0 (buts de Béchir Rekik et Mohamed Ben Romdhane, alias Brika), ce qui lui permet d'accéder pour la première fois parmi l'élite.

### Champion
- Président : Salah Aouidj

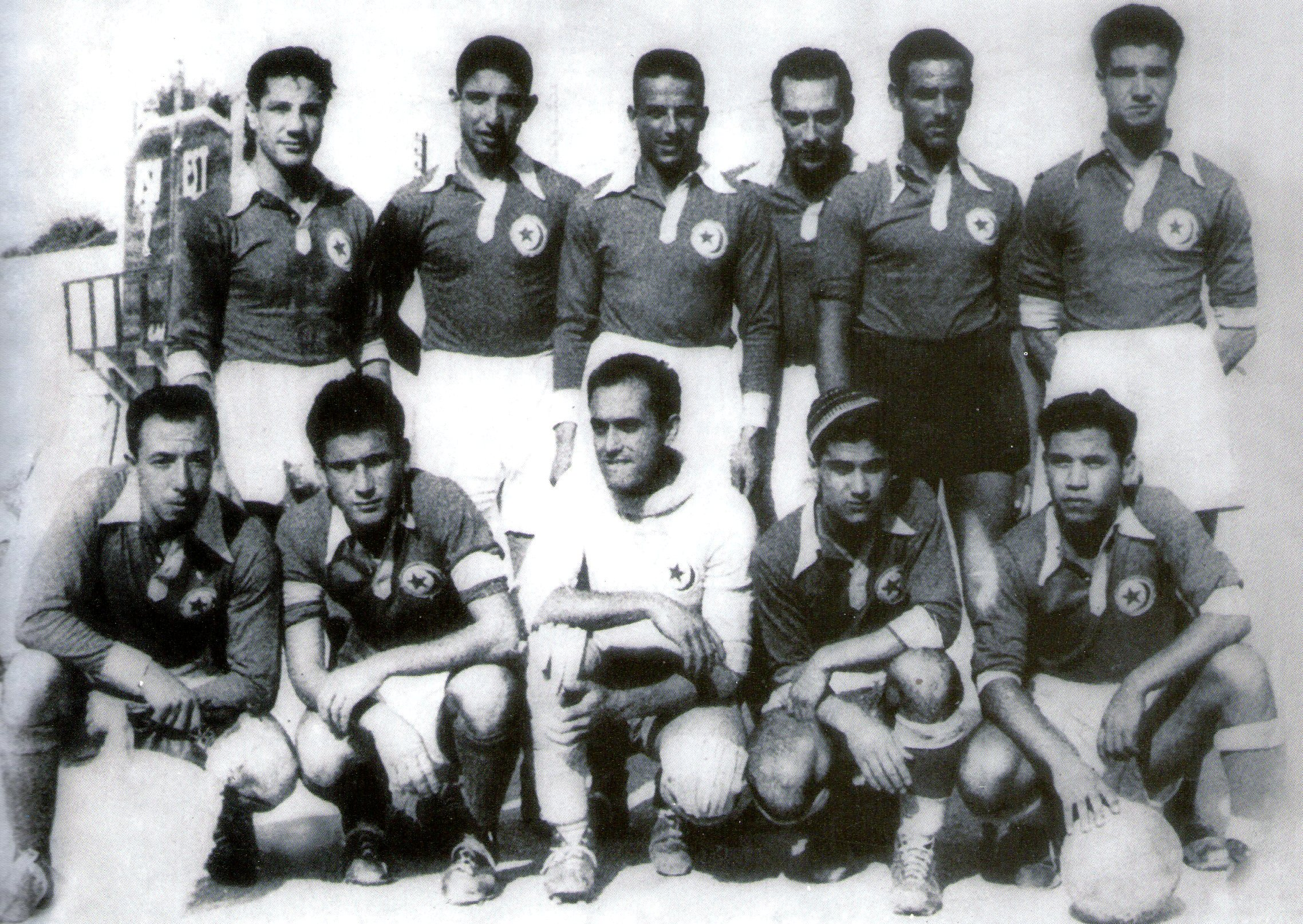
Équipe du Club africain, championne de Tunisie en 1946-1947.

- Secrétaire général : Abdelmalek Ben Achour
- Joueurs : Gaston Taïeb et Sauveur Millazzo (GB), Abdesselem Ben Ismaïl, Abdelaziz Fayache, Hédi Saheb Ettabaâ, Mustapha Dhib, Salah Akacha, Belgacem Dhahbi, Mounir Kebaili, Ali Ben Brahim, Cherif Mathlouthi, Tarek Chériki, Rchid Debbabi, Abdelaziz Driss, Youssef Benzarti

## Sources
- Rubriques sportives des journaux La Dépêche tunisienne, La Presse de Tunisie, Le Petit Matin et Tunis socialiste des années 1946 et 1947